# Aar Maanta
Aar Maanta, pravim imenom Hassan-Nour Sayid, somalijsko-britanski pjevač, tekstopisac, glumac, glazbenik i glazbeni producent.

## Životopis
Rođen je kao Hassan-Nour Sayid u gradu Jijiga na istoku Etiopije, gdje je proveo manji dio djetinjstva. Živio je i u obiteljskoj kući na sjveru Somalije, u blizini granice. Krajem 1980-ih preselio se u Ujedinjeno Kraljevstvo, zbog jačanja građanskog rata u domovini.
Kao dijete u novoj sredini, na njegovo stvaralštvo uvelike su utjecali i zapadnjački glazbeni žanrovi kao što su pop, rock, hip hop, R&B i house. Pohađao je satove klavira i glazbene teorije te se upisao i na sveučilište, ali je zbog pritiska obitelji odustao. Diplomirao je prirodoslovlje te se vratio glazbi.

## Diskografija
- Hiddo & Dhaqan (2008.)
- Somali Songs from the Diaspora (2014.)

## Vanjske poveznice
- Službene stranice (engl.)